# Episodi di Robert Montgomery Presents (seconda stagione)
La seconda stagione della serie televisiva Robert Montgomery - Storie antologiche (Robert Montgomery Presents) è andata in onda negli Stati Uniti dall'11 settembre 1950 al 2 luglio 1951 sulla NBC.
In Italia è stata trasmessa da Telecapri News dal 21 dicembre 2015 all'8 gennaio 2016 dal lunedì al venerdì alle 22:25 con un episodio quotidiano (eccetto il 5 gennaio 2016 che andava in onda con un quintuplo episodio quotidiano).
| nº | Titolo originale          | Prima TV USA      |
| -- | ------------------------- | ----------------- |
| 1  | The Awful Truth           | 11 settembre 1950 |
| 2  | The Big Sleep             | 25 settembre 1950 |
| 3  | Arrowsmith                | 9 ottobre 1950    |
| 4  | The Petrified Forest      | 23 ottobre 1950   |
| 5  | Rio Rita                  | 6 novembre 1950   |
| 6  | The Canterville Ghost     | 20 novembre 1950  |
| 7  | The Philadelphia Story    | 4 dicembre 1950   |
| 8  | Mrs. Mike                 | 18 dicembre 1950  |
| 9  | Kiss and Tell             | 1º gennaio 1951   |
| 10 | Victoria Regina           | 15 gennaio 1951   |
| 11 | Quicksand                 | 29 gennaio 1951   |
| 12 | A Star Is Born            | 12 febbraio 1951  |
| 13 | The Last Tycoon           | 26 febbraio 1951  |
| 14 | The Young in Heart        | 12 marzo 1951     |
| 15 | Dark Victory              | 26 marzo 1951     |
| 16 | Stairway to Heaven        | 9 aprile 1951     |
| 17 | The Bishop's Wife         | 23 aprile 1951    |
| 18 | Ladies in Retirement      | 7 maggio 1951     |
| 19 | The House of Seven Gables | 21 maggio 1951    |
| 20 | For Love or Money         | 4 giugno 1951     |
| 21 | Three O'Clock             | 18 giugno 1951    |
| 22 | When We Are Married       | 2 luglio 1951     |

## The Awful Truth
- Diretto da:
- Scritto da:

### Trama
- Interpreti: Robert Montgomery (se stesso  - presentatore), Lee Bowman (Jerry Warriner), Maurice Burke (Rufus Kempster), Donald Curtis, Hilda Haynes (Viola), Eda Heinemann (Zia Julia), Maxine Stuart (Josie Trent), Jane Wyatt (Lucy)

## The Big Sleep
- Diretto da:
- Scritto da:

### Trama
- Interpreti: Robert Montgomery (se stesso  - presentatore), Patricia Gaye (Carmen), Jan Miner (Vivian), Herbert Rudley (Eddie Mars), Zachary Scott (Philip Marlowe)

## Arrowsmith
- Diretto da:
- Scritto da:

### Trama
- Interpreti: Robert Montgomery (se stesso  - presentatore), June Dayton, Van Heflin (dottor Martin Arrowsmith), Bruno Wick

## The Petrified Forest
- Diretto da:
- Scritto da:

### Trama
- Interpreti: Robert Montgomery (Alan Squier), Brian Aherne (se stesso - presentatore ospite), Jack Bittner, Edwin Cooper, Glen Denning, Jason Johnson, Kitty Kelly, Joan Lorring, John McQuade, Ralph Riggs

## Rio Rita
- Diretto da:
- Scritto da:

### Trama
- Interpreti: Robert Montgomery (se stesso  - presentatore), Patricia Morison, Bert Wheeler

## The Canterville Ghost
- Diretto da:
- Scritto da:

### Trama
- Interpreti: Robert Montgomery (se stesso  - presentatore), Valerie Cossart, Basil Howes, Maurice Manson, Phoebe McKay, Margaret O'Brien (Ginny), Cecil Parker (Sir Simon de Canterville), Lexford Richards, Byron Russell

## The Philadelphia Story
- Diretto da:
- Scritto da:

### Trama
- Interpreti: Robert Montgomery (se stesso  - presentatore), Leslie Nielsen (C. K. Dexter Haven), Richard Abbott, Barbara Bel Geddes (Tracy Samantha Lord), Madeline Clive, John Craven, Richard Derr (Macaulay 'Mike' Connor), Louis Hallister, Toni Halloran, Edward Lindemann, Peggy Nelson, Judy Parrish, Riza Royce, James J. Van Dyk

## Mrs. Mike
- Diretto da:
- Scritto da:

### Trama
- Interpreti: Robert Montgomery (se stesso  - presentatore), Barbara Britton, Glenn Langan, Bill Martel, Margaretta Warwick

## Kiss and Tell
- Diretto da:
- Scritto da:

### Trama
- Interpreti: Robert Montgomery (se stesso  - presentatore), Walter Abel (Harry Archer), Joe Boland, Betty Caulfield (Corliss Archer), Grace Keddy, Walter Klavun, Charlotte Knight, Anne Seymour, Ann Sorg, Herbie Walsh, William Windom

## Victoria Regina
- Diretto da:
- Scritto da:

### Trama
- Interpreti: Robert Montgomery (se stesso  - presentatore), Leslie Barrie, Anita Bayless, Sarah Burton, Alexander Clark, Harrison Dowd, Liam Dunn, Olga Fabian, Neil Fitzgerald, Charles Francis, Henry Gurvey, Cherry Hardy, Robert Harris (Lord Beaconsfield (Benjamin Disraeli)), Edward Harvey, Helen Hayes (Queen Victoria), Halliwell Hobbes, Patricia Marmont, Wells Richardson, Augusta Roeland, Byron Russell, Ivan F. Simpson, Kent Smith (Prince Albert)

## Quicksand
- Diretto da:
- Scritto da:

### Trama
- Interpreti: Robert Montgomery (se stesso  - presentatore), Tom Ahearne, Hal Alexander, Arthur Edwards, Skip Homeier, Charles Jordan, Norman Keats, Lester Lonergan, Bethell Long, Gerald Milton, Martin Newman, Donald O'Brien, Rock Rogers, Frank Rowan, Frank Stephens, Cara Williams, Henry Worth, Michael Wyler

## A Star Is Born
- Diretto da:
- Scritto da:

### Trama
- Interpreti: Robert Montgomery (se stesso  - presentatore), Kathleen Crowley (Esther Blodgett), Drummond Erskine, Rosemary Murphy, Conrad Nagel (Norman Maine), Nelson Olmsted, George Petrie, Blake Ritter, Harry Sheppard, Howard St. John

## The Last Tycoon
- Diretto da:
- Scritto da:

### Trama
- Interpreti: Robert Montgomery (se stesso  - presentatore / Monroe Stahr), June Duprez, Robert H. Harris, Louis Hector, Richard Kendrick, Judy Parrish, Gilbert Seldes (se stesso - ospite co-presentatore), Gregg Sherwood

## The Young in Heart
- Diretto da:
- Scritto da:

### Trama
- Interpreti: Robert Montgomery (se stesso  - presentatore), Adrianne Allen, Valerie Cardew, Elizabeth Eustis, Richard Fraser, Joyce Linden, Alan Mowbray, Dorothy Sands, Rhod Walker, Margaretta Warwick, Frederick Worlock

## Dark Victory
- Diretto da:
- Scritto da:

### Trama
- Interpreti: Robert Montgomery (se stesso  - presentatore), Carroll Ashburn, Roberta Bellinger, Helen Carew, Richard Coogan, John Forsythe (dottor Frederick Steele), Dorothy McGuire (Judith Traherne), Polly Rowles, Barbara Townsend

## Stairway to Heaven
- Diretto da:
- Scritto da:

### Trama
- Interpreti: Lee Bowman (Guest Host), Robert Montgomery (se stesso  - presentatore), Francis Compton (The Collector), Bramwell Fletcher (dottor Reeves), Jean Gillespie (June), Richard Greene (Peter)

## The Bishop's Wife
- Diretto da:
- Scritto da:

### Trama
- Interpreti: Robert Montgomery (se stesso  - presentatore), Janet Alexander, Philip Bourneuf, Richard Derr, Martha Scott

## Ladies in Retirement
- Diretto da:
- Scritto da:

### Trama
- Interpreti: Robert Montgomery (se stesso  - presentatore), Lillian Gish, Cherry Hardy, Michael McAloney, Ruth McDevitt, Una O'Connor, Betty Sinclair

## The House of Seven Gables
- Diretto da:
- Scritto da:

### Trama
- Interpreti: Robert Montgomery (se stesso  - presentatore), Gene Lockhart, June Lockhart, Leslie Nielsen, Richard Purdy

## For Love or Money
- Diretto da:
- Scritto da:

### Trama
- Interpreti: Robert Montgomery (se stesso  - presentatore), Vicki Cummings (Nita Havemeyer), June Lockhart (Janet Blake), John Loder (Preston Mitchell)

## Three O'Clock
- Diretto da:
- Scritto da:

### Trama
- Interpreti: Robert Montgomery (se stesso  - presentatore / Narrator), Olive Deering (Helen Stapp), Richard Greene (Peter), Vaughn Taylor (Bill Stapp)

## When We Are Married
- Diretto da:
- Scritto da:

### Trama
- Interpreti: Robert Montgomery (se stesso  - presentatore), Isobel Elsom, Bramwell Fletcher (Henry Ormonroyd), Roddy McDowall (Gerald Forbes), Frederic Tozere